# ناثان كيز
ناثان كيز (بالإنجليزية: Nathan Keyes)‏ هو ممثل أمريكي، ولد في 28 نوفمبر 1985 في واشنطن العاصمة في الولايات المتحدة.

## أعمال

### أفلام
- (2009) غزو الرقاقات

## وصلات خارجية
- ناثان كيز على موقع IMDb (الإنجليزية)
- ناثان كيز على موقع ألو سيني (الفرنسية)
- ناثان كيز على موقع أول موفي (الإنجليزية)
- ناثان كيز على موقع قاعدة بيانات الفيلم (الإنجليزية)
- ناثان كيز على موقع كينوبويسك (الروسية)